# Gert Nilson
Gert Gunnar Georg Nilson, född 23 april 1941 i Oscars församling i Stockholm, död 8 juli 2017 i Göteborgs Sankt Pauli distrikt, var en filosofie doktor i sociologi, författare och förläggare som grundade Bokförlaget Korpen.
Nilson studerade sociologi på Göteborgs universitet under 1960-talet. År 1975 grundade han bokförlaget Korpen som kom att ge ut en mängd böcker med författare som Katarina Frostenson, Emma Goldman, Claes Hylinger, Magnus Hedlund, Johan Asplund och Dag Østerberg, men även klassiker av Jean-Paul Sartre, Roland Barthes, Max Weber, Georg Simmel och Émile Durkheim. Förlaget hade en mycket blandad utgivning med böcker om exempelvis sociologi och filosofi, men även skönlitteratur, barnböcker och kokböcker.